# Удж
Удж или Уч (на турски: Uç), (на турски: اوج;: букв. връх, край; османск. اوج بگلیکی – uc beğliği) е османски историографски термин за описание на пригранична, часто спорна територия в средновековните тюркско-мюсюлмански образувания на територията на Мала Азия, а по-късно и на Балканския полуостров. Този поземлен имот (или лен) е разположен обикновено при границата на утвърдената държава и се дава на племенните водачи в замяна на поето от тях задължение да защитават границата от външни врагове, като правило друговерци.
Уджът е ръководен от удж бей и може да се разглежда като стратегически коридор за настъпление, използван от селджуките в Мала Азия, а по-късно и от османците на Балканите през втората половина на 14 век.

## Етимология
Терминът е военен и значи буквално връх на стрела или копие.

## Османски удж
През втората половина на 13 век Румелийският султанат се разпада на 12 независими бейлика. Единственият измежду тези бейлици, който формира удж, е Османският, понеже е разположен срещу византийските владения във Витиния и малоазийска Мизия. Насреща на уджа са Мраморно море и Черноморските проливи, като на отсрещния бряг на Босфора е разположен Константинопол, а срещу Хелеспонта – крепостта Галиполи.
През 1299 г. начело на Османския бейлик застава Осман I, който според легендарни сведения бил потомък на Ертогрул. През 1299 г. селджукският султан Алаедин III Кейкубад е принуден да напусне столицата си Коня, за да се спаси от въстаналия народ, което събитие е използвано от Осман, за да се обяви за независим владетел.
През 1301 г. османците превземат Ескишехир и пренасят там своята резиденция. Следва нов успех – на 27 юли 1302 г. при Бафеон е удържана победа над една византийска армия в битката при Бафей. Тези събития принуждават византийския император Андроник II да наеме чужденци – Каталонската компания – за борба с турците. Каталонската компания извършва набег във Витиния, разбивайки на няколко пъти турците, но скоро между нея и византийския император възникват разногласия, включително финансови. На 30 април 1305 г. нейният командир Роже де Флор е убит по време на пир в Одрин от специално наети за целта 1000 алани от византийския император. В отговор, разгневената компания опустошава цяла Тракия. През 1307 г. монголите убиват последния селджукски султан и с това слагат край на Селджукската династия. Тези събития улесняват обособяването на самостоятелен Османски бейлик, още повече, че Михаил VIII Палеолог унищожава акритската служба, последната здрава преграда срещу османското настъпление към християнските владения.
Единствено османската загуба в битката при Анкара забавя с половин век османските завоевания в Европа.